# Effetto Faraday
In fisica, l'effetto Faraday o rotazione di Faraday è un fenomeno magneto-ottico, o una interazione tra luce e campo magnetico. La rotazione del piano di polarizzazione è proporzionale alla intensità della componente del campo magnetico nella direzione del raggio luminoso.
L'effetto Faraday, un tipo di effetto magneto-ottico, scoperto nel 1845 dal chimico e fisico Michael Faraday, fu la prima evidenza sperimentale che la luce ed il magnetismo sono correlati. La base teorica di tale relazione fu sviluppata nel periodo 1860/1870 da James Clerk Maxwell, e nominata radiazione elettromagnetica.
Questo effetto è presente nella maggioranza dei materiali dielettrici trasparenti (inclusi i liquidi) quando sono sottoposti ad intensi campi magnetici. L'effetto Faraday è il risultato di una risonanza ferromagnetica quando la permeabilità o costante magnetica di una sostanza è rappresentata da un tensore. Questa risonanza causa la scomposizione delle onde in due raggi a polarizzazione circolare inversa che si propagano a velocità differenti, una proprietà nota come birifrangenza circolare. Si può considerare che i raggi si ricombinino al loro emergere dal mezzo, tuttavia a causa della differenza nelle velocità di propagazione lo fanno con una netta differenza di fase, che risulta in una rotazione dell'angolo del piano di polarizzazione lineare.
Ci sono alcune applicazioni della rotazione di Faraday negli strumenti di misura. Per esempio, l'effetto Faraday è stato utilizzato per misurare il potere rotatorio ottico delle sostanze, per la modulazione in ampiezza della luce, e per sensori a distanza dei campi magnetici.

La relazione tra l'angolo di rotazione del piano di polarizzazione ed il campo magnetico in un materiale diamagnetico è
{\displaystyle \beta ={\mathcal {V}}Bd}
in cui:
- β è l'angolo di rotazione
- B è la densità del flusso magnetico nella direzione di propagazione della luce (in tesla)
- d è la lunghezza del tratto (in metri) in cui la luce ed il campo magnetico interagiscono
- {\displaystyle {\mathcal {V}}} è la costante di Verdet del materiale. Questa costante di proporzionalità empirica (in unità di radianti per tesla per metro) varia con la lunghezza d'onda della luce e con la temperatura ed è tabulata per vari materiali.

Ad una costante di Verdet positiva corrisponde una rotazione sinistra (antioraria) quando la direzione di propagazione è parallela al campo magnetico e ad una rotazione destra (oraria) quando la direzione di propagazione è antiparallela. Perciò, se un raggio luminoso è passato attraverso un materiale e, riflesso all'indietro, lo riattraversa, la rotazione si raddoppia.
Alcuni materiali, quali il granato-terbio-gallio (un tipo di granato sintetico con formula Tb3Ga5O12.) sono caratterizzati da costanti di Verdet estremamente elevate ({\displaystyle \sim -40{\text{ rad}}\,T^{-1}\,m^{-1}}). Collocando un tondino di questo materiale in un campo magnetico intenso, si possono ottenere angoli di rotazione Faraday di oltre 0,78 rad (45°). Ciò consente la costruzione dei rotatori di Faraday, che rappresentano il componente principale degli isolatori di Faraday, dispositivi che trasmettono la luce in una direzione soltanto.
Isolatori simili sono prodotti per i sistemi a microonde impiegando delle asticelle di ferrite in una guida d'onda con un campo magnetico circostante.

## La rotazione di Faraday nel mezzo interstellare
L'effetto Faraday è imposto alla luce lungo il suo corso di propagazione dalla sua origine alla Terra, dal mezzo cosmico. Qui, l'effetto è causato dagli elettroni liberi e può venire caratterizzato dalla differenza negli indici di rifrazione sperimentati dai due modi di propagazione polarizzata circolarmente. Perciò, in antitesi coll'effetto Faraday nei solidi e nei liquidi, la rotazione Faraday nello spazio cosmico dipende semplicemente dalla lunghezza d'onda della luce (λ), e precisamente
{\displaystyle \beta =\mathrm {RM} \lambda ^{2}}
in cui il valore complessivo dell'effetto è caratterizzata da RM, misura di dispersione angolare. Questa a sua volta è in relazione con B e con la densità di elettroni, {\displaystyle n_{e}} , entrambi i quali possono variare lungo il cammino di propagazione per dare
{\displaystyle \mathrm {RM} ={\frac {e^{3}}{2\pi m^{2}c^{4}}}\int _{0}^{d}n_{e}B\,dl}
in cui e è la carica di un elettrone, m è la massa di un elettrone e c è la velocità della luce nel vuoto.
La rotazione di Faraday è uno strumento molto importante in astronomia per la misurazione dei campi magnetici, che possono essere stimati dalla misura di rotazione, qualora sia nota la densità degli elettroni. Nel caso delle sorgenti di impulsi radio (pulsar), la dispersione causata da questi elettroni risulta in un ritardo tra gli impulsi ricevuti a lunghezze d'onda diverse, che può essere misurato in termini di densità di elettroni nello spazio ovvero di misura di dispersione.
Una misurazione sia della misura di dispersione, o differenza degli indici di rifrazione, sia della misura di dispersione rotatoria, variazione dell'angolo di rotazione del piano di polarizzazione a seconda della lunghezza d'onda, consente la determinazione della media pesata dell'intensità del campo magnetico lungo il cammino ottico. La medesima informazione può essere ottenuta da oggetti diversi dai pulsar, se la misura di dispersione è stimabile sulla base di congetture ragionevoli circa la lunghezza del cammino di propagazione e delle densità tipiche di elettroni.
Le onde radio che passano attraverso la ionosfera sono pure soggette alla rotazione di Faraday; come indica l'equazione precedente, l'effetto è proporzionale al quadrato della lunghezza d'onda. A 435 MHz (UHF), ci si deve aspettare una rotazione di circa di 1,5 giri del fronte d'onda mentre attraversa la ionosfera, laddove a 1,2 GHz è verosimile una rotazione di un quarto di giro.